# Skrzydlik paprociowaty
Skrzydlik paprociowaty (Fissidens adianthoides Hedw.) – gatunek mchu należący do rodziny skrzydlikowatych (Fissidentaceae). Występuje w Ameryce Północnej (Grenlandia, Kanada, Stany Zjednoczone), Europie, Afryce Północnej i Azji. W Polsce podawany m.in.  pasma Gorców i Bieszczadów.

## Morfologia
GametofitFormuje darnie (luźne lub zbite), początkowo zielone, z czasem żółtozielone. Łodyżki pojedyncze lub rozgałęzione, dorastają do 10–15 cm wysokości, o listkach wyrastających dwustronnie, do 60 par. Listki lancetowate, o lekko zaostrzonym szczycie, długości 3,5 mm, szerokości 1 mm do 1,2 mm, brzegiem nierówno ząbkowane, nieobrzeżone. Blaszka dwudzielna, ze skrzydełkiem szerszym od nasady blaszki właściwej. Żeberko kończy się 2-3 komórki przed szczytem listka.
SporofitJeden lub dwa sporogony wyrastają ze środka łodyżki. Seta jest u góry żółta, u dołu czerwona, dorasta do 25 mm. Puszka zarodni dorasta do 2,5 mm długości, jest lekko zagięta, brunatna, z pojedynczym perystomem i wieczkiem o długim dzióbku. Zarodniki są gładkie, zielonożółte, o średnicy 13–22 µm.

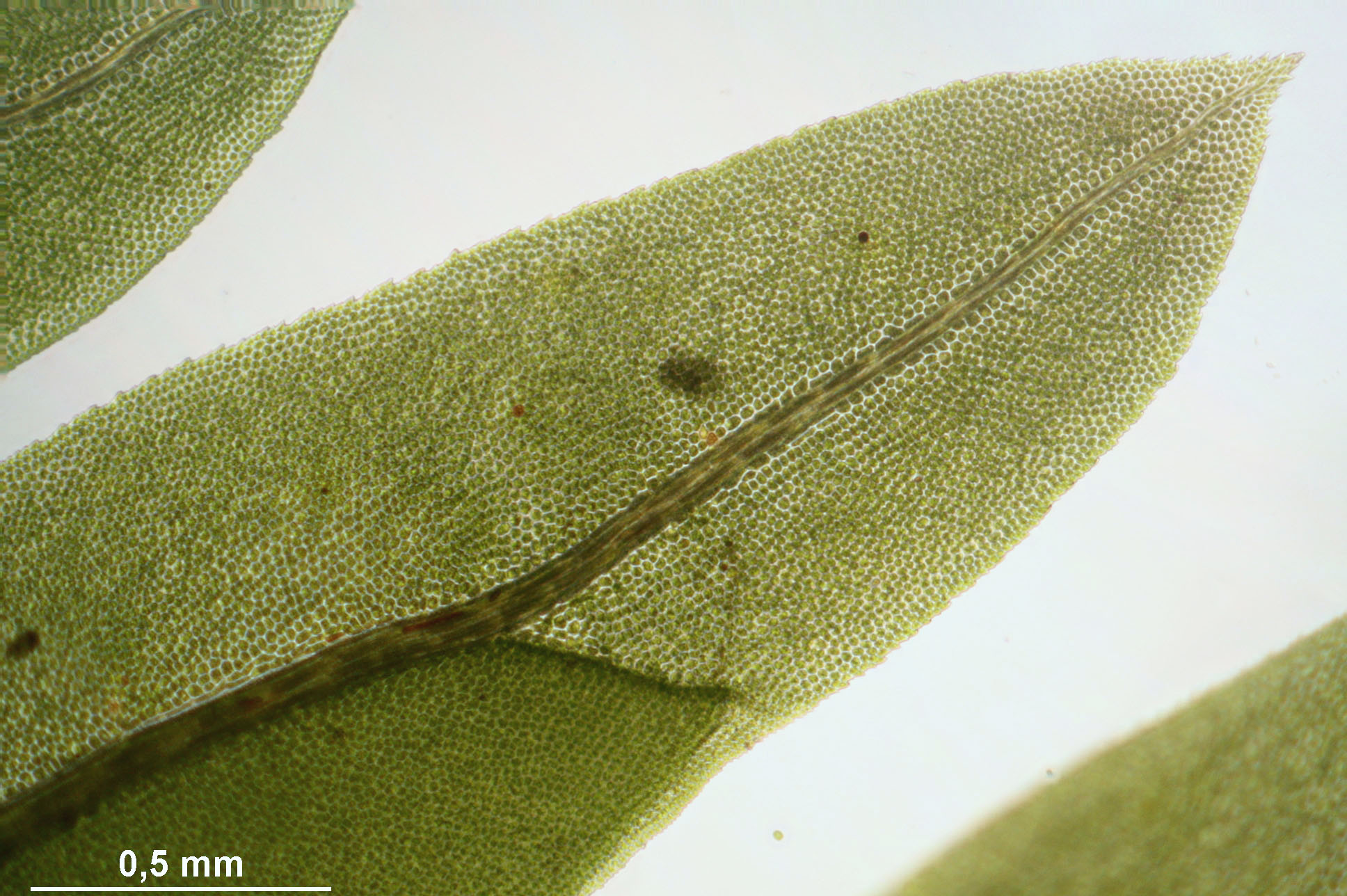
Listek
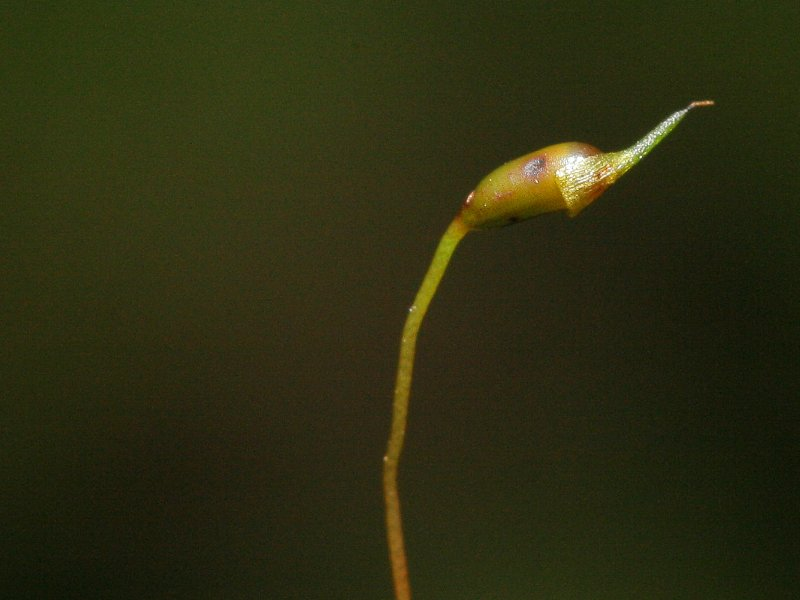
Puszka
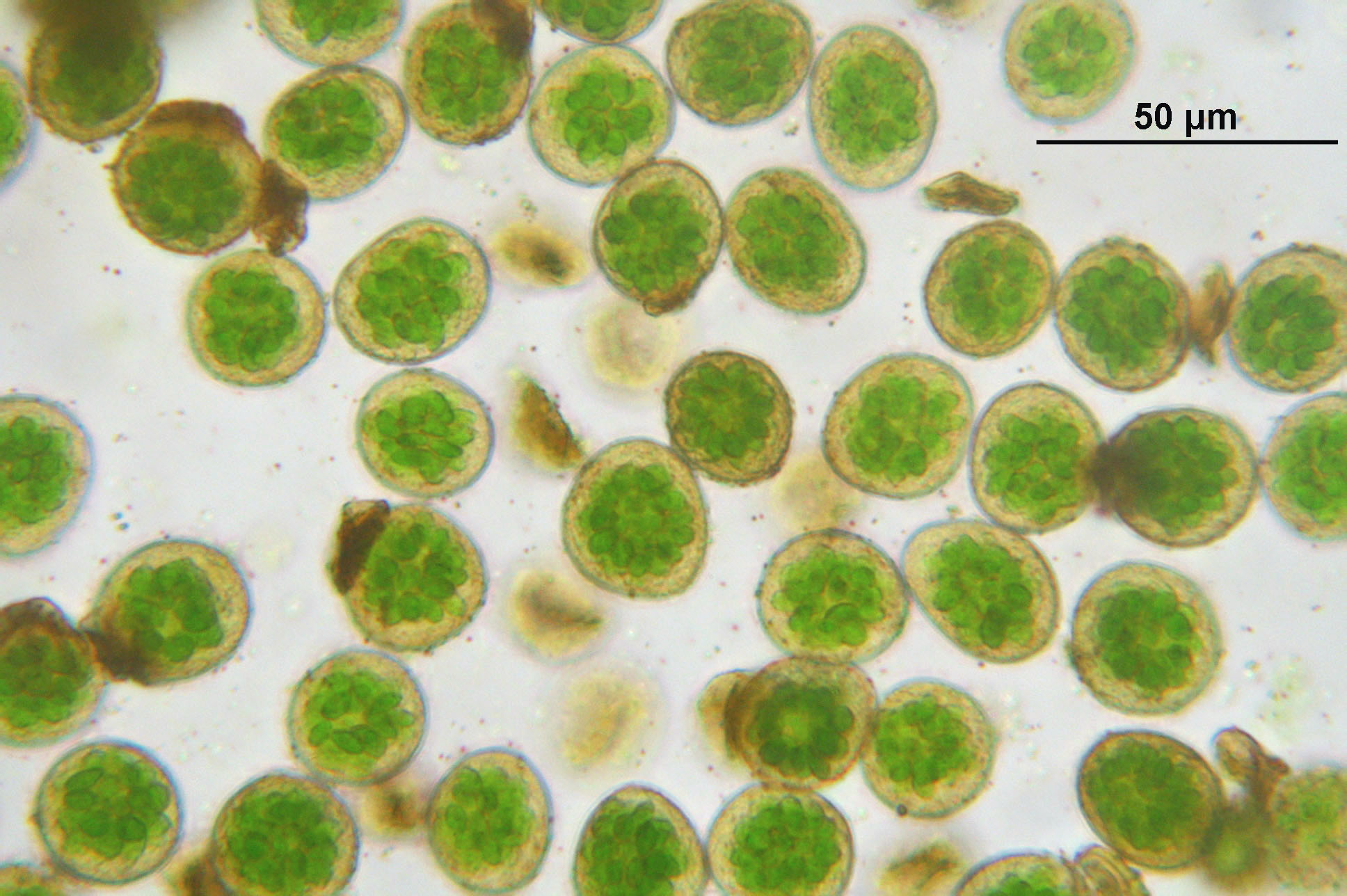
Zarodniki

## Biologia i ekologia
Gatunek kilkuletni, jednopienny lub dwupienny. Na obszarze Bieszczadów nie obserwowano sporogonów.
Gatunek cienioznośny, hydrofilny, słabo kalcyfilny.
Rośnie na mokrej glebie. Siedliskiem są wilgotne łąki, źródliska, torfowiska niskie, skały i młaki. Występuje wzdłuż cieków wodnych, w pobliżu wodospadów, u podstawy drzew, na rozpadającym się drewnie, na podłożu z wapienia lub piaskowca i głazach.
W Bieszczadach występuje do 804 m n.p.m..

## Systematyka i nazewnictwo
Synonimy: Fissidens gottscheaeoides Besch., Fissidens major Mitt.

## Zagrożenia i ochrona
Stanowiska gatunku występują w Polsce na obszarze chronionym w obrębie Bieszczadzkiego Parku Narodowego. W Bieszczadach nadano mu kategorię zagrożenia VU (narażony na wyginięcie).